# 岳建武
岳建武（1961年11月—），男，汉族，甘肃榆中人，中华人民共和国政治人物。现任甘肃省物流行业协会会长，兰州陇海绿色产业集团有限公司董事长。第十四届全国政协委员。